# Reprezentacja Islandii w piłce nożnej mężczyzn
Reprezentacja Islandii w piłce nożnej mężczyzn (isl. Íslenska karlalandsliðið í knattspyrnu) jest drużyną występującą jako przedstawiciele Islandii w tym sporcie. Mogą grać w niej jedynie osoby posiadające obywatelstwo Islandii. Organizacją odpowiedzialną za kadrę narodową jest Knattspyrnusamband Íslands (KSÍ, pol. Federacja Piłkarska Islandii). stadionem narodowym reprezentacji jest Laugardalsvöllur w mieście Reykjavík, stolicy wyspy, mieści około 15 000 osób.

## Historia
Mimo że Federacja Piłkarska Islandii powstała już w 1921 roku, pierwszy mecz drużyna narodowa rozegrała dopiero 29 lipca 1930 przeciw Wyspom Owczym, wygrywając go na wyjeździe 1:0. Obie drużyny pozostawały wtedy jeszcze niezrzeszone z FIFA. Pierwszy mecz w ramach FIFA odbył się w Reykjavíku przeciw Danii 27 lipca 1946, Islandia przegrała wtedy 0-3. Przez pierwsze dwadzieścia lat istnienia zespół nie brał udziału w eliminacjach do mistrzostw świata ani Europy w piłce nożnej, pierwsze próby podjęto dopiero w 1954 jednak jej kandydatura do udziału w turnieju w Szwajcarii została odrzucona. Udana próba odbyła się dopiero w 1958, jednak Islandia nie zakwalifikowała się. Od tamtej pory nie brała udziału w imprezach międzynarodowych, swych sił spróbowała dopiero w 1964 w mistrzostwach Europy, ale nie zakwalifikowała się. Od 1974 regularnie występuje w eliminacjach obu imprez. W 1994 drużyna została wyróżniona najlepszym jak dotąd notowaniem w rankingu FIFA, zajęła wtedy 37 pozycję.

## Eliminacje doMistrzostw Europy w Piłce Nożnej 2004

### Grupa E
| Zespół      | Pkt | M | Z | R | P | Br+ | Br- | +/- |
| ----------- | --- | - | - | - | - | --- | --- | --- |
| Niemcy      | 18  | 8 | 5 | 3 | 0 | 13  | 4   | +9  |
| Szkocja     | 14  | 8 | 4 | 2 | 2 | 12  | 8   | +4  |
| Islandia    | 13  | 8 | 4 | 1 | 3 | 11  | 9   | +2  |
| Litwa       | 10  | 8 | 3 | 1 | 4 | 7   | 11  | -4  |
| Wyspy Owcze | 1   | 8 | 0 | 1 | 7 | 7   | 18  | -11 |

Jednym z lepszych okresów kadry Islandii są eliminacje do mistrzostw Europy w 2004 roku, kiedy zajęła trzecie miejsce w grupie, o jeden punkt zaledwie pozostając za Szkocją, wyprzedzając Litwę i Wyspy Owcze. Kolejne eliminacje nie okazały się już jednak takim sukcesem, w tym okresie Islandia zajęła najniższą dotąd, 117 pozycję w rankingu FIFA.

## Eliminacje doMistrzostw Świata w Piłce Nożnej 2006

### Grupa 8
| Reprezentacja | Pkt | M  | W | R | P | Br+ | Br- | +/- |
| ------------- | --- | -- | - | - | - | --- | --- | --- |
| Chorwacja     | 24  | 10 | 7 | 3 | 0 | 21  | 5   | 16  |
| Szwecja       | 24  | 10 | 8 | 0 | 2 | 30  | 4   | 26  |
| Bułgaria      | 15  | 10 | 4 | 3 | 3 | 17  | 17  | 0   |
| Węgry         | 14  | 10 | 4 | 2 | 4 | 13  | 14  | -1  |
| Islandia      | 4   | 10 | 1 | 1 | 8 | 14  | 27  | -13 |
| Malta         | 3   | 10 | 0 | 3 | 7 | 4   | 32  | -28 |

## Eliminacje doMistrzostw Europy w Piłce Nożnej 2008

### Grupa F
Klasyfikacja po zakończeniu eliminacji:
| Drużyna           | Pkt | M  | Z | R | P | Br+ | Br- | +/- |
| ----------------- | --- | -- | - | - | - | --- | --- | --- |
| Hiszpania         | 28  | 12 | 9 | 1 | 2 | 23  | 8   | +15 |
| Szwecja           | 26  | 12 | 8 | 2 | 2 | 23  | 9   | +14 |
| Irlandia Północna | 20  | 12 | 6 | 2 | 4 | 17  | 14  | +3  |
| Dania             | 20  | 12 | 6 | 2 | 4 | 21  | 11  | +10 |
| Łotwa             | 12  | 11 | 4 | 0 | 8 | 15  | 17  | -2  |
| Islandia          | 8   | 12 | 2 | 2 | 8 | 10  | 27  | -17 |
| Liechtenstein     | 7   | 12 | 2 | 1 | 9 | 9   | 32  | -23 |

## Eliminacje doMistrzostw Świata w Piłce Nożnej 2010

### Grupa 9
| Miejsce | Drużyna            | Mecze | Punkty | Zwyc. | Rem. | Por. | Bramki |
| ------- | ------------------ | ----- | ------ | ----- | ---- | ---- | ------ |
| 1       | Holandia           | 8     | 24     | 8     | 0    | 0    | 17-2   |
| 2       | Norwegia           | 8     | 10     | 2     | 4    | 2    | 9-7    |
| 3       | Szkocja            | 8     | 10     | 3     | 1    | 4    | 6-11   |
| 4       | Macedonia Północna | 8     | 7      | 2     | 1    | 5    | 5-11   |
| 5       | Islandia           | 8     | 5      | 1     | 2    | 5    | 7-13   |

|                    | Islandia | Macedonia Północna | Holandia | Norwegia | Szkocja |
| ------------------ | -------- | ------------------ | -------- | -------- | ------- |
| Islandia           | X        | 1:0                | 1:2      | 1:1      | 1:2     |
| Macedonia Północna | 2:0      | X                  | 1:2      | 0:0      | 1:0     |
| Holandia           | 2:0      | 4:0                | X        | 2:0      | 3:0     |
| Norwegia           | 2:2      | 2:1                | 0:1      | X        | 4:0     |
| Szkocja            | 2:1      | 2:0                | 0:1      | 0:0      | X       |

## Eliminacje doMistrzostw Europy w Piłce Nożnej 2012

### Grupa H
| Zespół     | Pkt | M | W | R | P | Br+ | Br− | +/− |
| ---------- | --- | - | - | - | - | --- | --- | --- |
| Dania      | 19  | 8 | 6 | 1 | 1 | 15  | 6   | +9  |
| Portugalia | 16  | 8 | 5 | 1 | 2 | 21  | 12  | +9  |
| Norwegia   | 16  | 8 | 5 | 1 | 2 | 10  | 7   | +2  |
| Islandia   | 4   | 8 | 1 | 1 | 6 | 6   | 14  | −8  |
| Cypr       | 2   | 8 | 0 | 2 | 6 | 7   | 20  | −13 |

Stan po zakończeniu eliminacji

## Eliminacje doMistrzostw Świata w Piłce Nożnej 2014

### Grupa E
| Lp. | Drużyna    | M  | Mecze | Mecze | Mecze | Bramki | Bramki | Bramki | Pkt |
| Lp. | Drużyna    | M  | W     | R     | P     | +      | −      | +/−    | Pkt |
| --- | ---------- | -- | ----- | ----- | ----- | ------ | ------ | ------ | --- |
| 1.  | Szwajcaria | 10 | 7     | 3     | 0     | 17     | 6      | +11    | 24  |
| 2.  | Islandia   | 10 | 5     | 2     | 3     | 17     | 15     | +2     | 17  |
| 3.  | Słowenia   | 10 | 5     | 0     | 5     | 14     | 11     | +3     | 15  |
| 4.  | Norwegia   | 10 | 3     | 3     | 4     | 10     | 13     | −3     | 12  |
| 5.  | Albania    | 10 | 3     | 2     | 5     | 9      | 11     | −2     | 11  |
| 6.  | Cypr       | 10 | 1     | 2     | 7     | 4      | 15     | −11    | 5   |

Przełomowe okazały się eliminacje do Mistrzostw Świata 2014, w których reprezentacja Islandii zajęła drugie miejsce w grupie E, ustępując jedynie Szwajcarii, a wyprzedzając Słowenię, Norwegię, Albanię i Cypr. W barażach los skojarzył ich z reprezentacją Chorwacji. Ostatecznie 0:0 w Reykjavíku i 0:2 w Zagrzebiu pozbawiło ich szans na mundial na ostatniej prostej.

### Baraże
| 15 listopada 2013 20:00 | Islandia | 0−0 | Chorwacja | Laugardalsvöllur, Reykjavík Widzów: 9 765 Sędzia: Alberto Undiano |
|                         |          |     |           |                                                                   |

| 19 listopada 2013 20:15 | Chorwacja · Mandžukić 27' · Srna 47' | 2−0(1−0) | Islandia | Maksimir, Zagrzeb Sędzia: Björn Kuipers |
|                         |                                      |          |          |                                         |

## Eliminacje doMistrzostw Europy w Piłce Nożnej 2016

### Grupa A
| Zespół     | Pkt | M  | W | R | P | Br+ | Br− | +/− |
| ---------- | --- | -- | - | - | - | --- | --- | --- |
| Czechy     | 22  | 10 | 7 | 1 | 2 | 19  | 14  | +5  |
| Islandia   | 20  | 10 | 6 | 2 | 2 | 17  | 6   | +11 |
| Turcja     | 18  | 10 | 5 | 3 | 2 | 14  | 9   | +5  |
| Holandia   | 13  | 10 | 4 | 1 | 5 | 17  | 14  | +3  |
| Kazachstan | 5   | 10 | 1 | 2 | 7 | 7   | 18  | −11 |
| Łotwa      | 5   | 10 | 0 | 5 | 5 | 6   | 19  | −13 |

|            | Islandia | Czechy | Turcja | Holandia | Łotwa | Kazachstan |
| ---------- | -------- | ------ | ------ | -------- | ----- | ---------- |
| Islandia   | X        | 2:1    | 3:0    | 2:0      | 2:2   | 0:0        |
| Czechy     | 2:1      | X      | 0:2    | 2:1      | 1:1   | 2:1        |
| Turcja     | 1:0      | 1:2    | X      | 3:0      | 1:1   | 3:1        |
| Holandia   | 0:1      | 2:3    | 1:1    | X        | 6:0   | 3:1        |
| Łotwa      | 0:3      | 1:2    | 1:1    | 0:2      | X     | 0:1        |
| Kazachstan | 0:3      | 2:4    | 0:1    | 1:2      | 0:0   | X          |

Kolejne eliminacje, tym razem na Mistrzostwa Europy 2016 i kolejny sukces. Warte podkreślenia jest, że awans zapewniony został już na dwie kolejki przed końcem eliminacji, a przypieczętowały go dwa zwycięstwa z trzecią drużyną ostatnich mistrzostw świata – Holandią – 2:0 u siebie i 1:0 na wyjeździe.

## Mistrzostwa Europy w Piłce Nożnej 2016

### Grupa F
| Zespół     | Pkt | M | W | R | P | Br+ | Br− | +/− |
| ---------- | --- | - | - | - | - | --- | --- | --- |
| Węgry      | 5   | 3 | 1 | 2 | 0 | 6   | 4   | +2  |
| Islandia   | 5   | 3 | 1 | 2 | 0 | 4   | 3   | +1  |
| Portugalia | 3   | 3 | 0 | 3 | 0 | 4   | 4   | 0   |
| Austria    | 1   | 3 | 0 | 1 | 2 | 1   | 4   | -3  |

Na mistrzostwach Europy Islandia trafiła do grupy z Portugalią, Węgrami i Austrią. Po remisach 1:1 z dwoma pierwszymi zespołami, Islandczycy w ostatnim meczu pokonali Austrię 2:1 po golu Arnóra Ingviego Traustasona w ostatniej minucie spotkania. W 1/8 finału spotkali się z reprezentacją Anglii, z którą wygrali 2:1 po golach Ragnara Sigurðssona i Kolbeinna Sigþórssona. W ćwierćfinale Euro Islandczycy zagrali z gospodarzem turnieju – Francją, z którą przegrali 2:5 odpadając tym samym z turnieju. Bramki dla Islandczyków w tym meczu zdobywali kolejno Kolbeinn Sigþórsson oraz Birkir Bjarnason. Po tym turnieju selekcjoner reprezentacji, Lars Lagerbäck pożegnał się z kadrą. Funkcję tę przejął po nim jego dotychczasowy asystent Heimir Hallgrímsson. Obecnie trenerem reprezentacji Islandii jest Szwed Erik Hamrén.

### Mecze Islandczyków w ramach Euro 2016
| 12 14 czerwca 2016 21:00 CEST | Portugalia · Nani 31' | 1:1(1:0)Raport | Islandia · 50' Birkir Bjarnason | Stade Geoffroy-Guichard, Saint-Étienne Widzów: 38 742 Sędzia: Cüneyt Çakır |
|                               |                       |                |                                 |                                                                            |

| 23 18 czerwca 2016 18:00 CEST | Islandia · Gylfi Sigurðsson 39' (k.) | 1:1(1:0)Raport | Węgry · 88' (sam.) Birkir Sævarsson | Stade Vélodrome, Marsylia Widzów: 60 842 Sędzia: Siergiej Karasiow |
|                               |                                      |                |                                     |                                                                    |

| 33 22 czerwca 2016 18:00 CEST | Islandia · Jón Daði Böðvarsson 18' · Arnór Ingvi Traustason 90+4' | 2:1(1:0)Raport | Austria · 60' Alessandro Schöpf | Stade de France, Saint-Denis Widzów: 68 714 Sędzia: Szymon Marciniak |
|                               |                                                                   |                |                                 |                                                                      |

### 1/8 finału
| 44 27 czerwca 2016 21:00 CEST | Anglia · Wayne Rooney 4' (k.) | 1:2(1:2)Raport | Islandia · 6' Ragnar Sigurðsson · 18' Kolbeinn Sigþórsson | Allianz Riviera, Nicea Widzów: 33 901 Sędzia: Damir Skomina |
|                               |                               |                |                                                           |                                                             |

### Ćwierćfinał
| 48 3 lipca 2016 21:00 CEST | Francja · Olivier Giroud 12', 59' · Paul Pogba 20' · Dimitri Payet 43' · Antoine Griezmann 45' | 5:2(4:0)Raport | Islandia · 56' Kolbeinn Sigþórsson · 84' Birkir Bjarnason | Stade de France, Saint-Denis Widzów: 76 833 Sędzia: Björn Kuipers |
|                            |                                                                                                |                |                                                           |                                                                   |

## Eliminacje doMistrzostw Świata w Piłce Nożnej 2018
Grupa I 
| Zespół    | Pkt | M  | W | R | P | Br+ | Br− | +/− |
| --------- | --- | -- | - | - | - | --- | --- | --- |
| Islandia  | 22  | 10 | 7 | 1 | 2 | 16  | 7   | +9  |
| Chorwacja | 20  | 10 | 6 | 2 | 2 | 15  | 4   | +11 |
| Ukraina   | 17  | 10 | 5 | 2 | 3 | 13  | 9   | +4  |
| Turcja    | 15  | 10 | 4 | 3 | 3 | 14  | 13  | +1  |
| Finlandia | 9   | 10 | 2 | 3 | 5 | 9   | 13  | -4  |
| Kosowo    | 1   | 10 | 0 | 1 | 9 | 3   | 24  | -21 |

|           | Chorwacja | Islandia | Ukraina | Turcja | Finlandia | Kosowo |
| --------- | --------- | -------- | ------- | ------ | --------- | ------ |
| Chorwacja | X         | 2:0      | 1:0     | 1:1    | 1:1       | 1:0    |
| Islandia  | 1:0       | X        | 2:0     | 2:0    | 3:2       | 2:0    |
| Ukraina   | 0:2       | 1:1      | X       | 2:0    | 1:0       | 3:0    |
| Turcja    | 1:0       | 0:3      | 2:2     | X      | 2:0       | 2:0    |
| Finlandia | 0:1       | 1:0      | 1:2     | 2:2    | X         | 1:1    |
| Kosowo    | 0:6       | 1:2      | 0:2     | 1:4    | 0:1       | X      |

W eliminacjach do kolejnego turnieju (Mistrzostwa Świata 2018 w Rosji) Islandczycy grali w grupie I razem z Chorwacją, Ukrainą, Turcją, Finlandią i Kosowem. Dzięki siedmiu zwycięstwom, remisowi i dwóm porażkom z 22 punktami na koncie awansowali oni bezpośrednio z pierwszego miejsca do turnieju głównego.

## Mistrzostwa Świata w Piłce Nożnej 2018

### Grupa D
| Zespół    | Pkt | M | W | R | P | Br+ | Br− | +/− |
| --------- | --- | - | - | - | - | --- | --- | --- |
| Chorwacja | 9   | 3 | 3 | 0 | 0 | 7   | 1   | +6  |
| Argentyna | 4   | 3 | 1 | 1 | 1 | 3   | 5   | −2  |
| Nigeria   | 3   | 3 | 1 | 0 | 2 | 3   | 4   | −1  |
| Islandia  | 1   | 3 | 0 | 1 | 2 | 2   | 5   | −3  |

Islandczycy na mundialu w Rosji grali w grupie D razem z Argentyną, Chorwacją, oraz Nigerią. Po niespodziewanym remisie 1:1 w pierwszym spotkaniu z Albicelestes doznali oni dwóch porażek (z Nigerią 0:2 i Chorwacją 1:2) i zajmując ostatnie miejsce w grupie z jednym punktem na koncie pożegnali się z imprezą już po fazie grupowej.

### Mecze Islandii w ramach Mistrzostw Świata w Piłce Nożnej 2018
| 16 czerwca 2018 15:00 CEST | Argentyna · Agüero 19' | 1:1(1:1)Raport | Islandia · 23' Finnbogason | Otkrytije Ariena, Moskwa Widzów: 44 190 Sędzia: Szymon Marciniak |
|                            |                        |                |                            |                                                                  |

| 22 czerwca 2018 17:00 CEST | Nigeria · Musa 49', 75' | 2:0(0:0)Raport | Islandia | Wołgograd Ariena, Wołgograd Widzów: 40 904 Sędzia: Matthew Conger |
|                            |                         |                |          |                                                                   |

| 26 czerwca 2018 20:00 CEST | Islandia · Sigurðsson 76' (k.) | 1:2(0:0)Raport | Chorwacja · 53' Badelj · 90' Perišić | Rostow Ariena, Rostów nad Donem Widzów: 43 472 Sędzia: Antonio Mateu Lahoz |
|                            |                                |                |                                      |                                                                            |

## Eliminacje doMistrzostw Europy w Piłce Nożnej 2020

### Grupa H
| Zespół   | Pkt | M  | W | R | P | Br+ | Br− | +/− |
| -------- | --- | -- | - | - | - | --- | --- | --- |
| Francja  | 25  | 10 | 8 | 1 | 1 | 25  | 6   | +19 |
| Turcja   | 23  | 10 | 7 | 2 | 1 | 18  | 3   | +15 |
| Islandia | 19  | 10 | 6 | 1 | 3 | 14  | 11  | +3  |
| Albania  | 13  | 10 | 4 | 1 | 5 | 16  | 14  | +2  |
| Andora   | 4   | 10 | 1 | 1 | 8 | 3   | 20  | -17 |
| Mołdawia | 3   | 10 | 1 | 0 | 9 | 4   | 26  | -22 |

|          | Francja | Islandia | Turcja | Albania | Mołdawia | Andora |
| -------- | ------- | -------- | ------ | ------- | -------- | ------ |
| Francja  | X       | 4:0      | 1:1    | 4:1     | 2:1      | 3:0    |
| Islandia | 0:1     | X        | 2:1    | 1:0     | 3:0      | 2:0    |
| Turcja   | 2:0     | 0:0      | X      | 1:0     | 4:0      | 1:0    |
| Albania  | 0:2     | 4:2      | 0:2    | X       | 2:0      | 2:2    |
| Mołdawia | 1:4     | 1:2      | 0:4    | 0:4     | X        | 1:0    |
| Andora   | 0:4     | 0:2      | 0:2    | 0:3     | 1:0      | X      |

#### Baraże o udział w Euro 2020

##### Półfinały
| 8 października 2020 20:45 CET | Islandia · G. Sigurðsson 16', 35' | 2:1(2:0)Raport | Rumunia · 63' (k.) Maxim | Laugardalsvöllur, Reykjavík Widzów: 60 Sędzia: Damir Skomina |
|                               |                                   |                |                          |                                                              |

##### Finał
| 12 listopada 2020 20:45 CET | Węgry · Nego 88' · Szoboszlai 90+2' | 2:1(0:1)Raport | Islandia · 11' G. Sigurðsson | Puskás Aréna, Budapeszt Widzów: 0 Sędzia: Björn Kuipers |
|                             |                                     |                |                              |                                                         |

## Udział w międzynarodowych turniejach
| 1930 | Nie brała udziału, nie była członkiem FIFA | Nie brała udziału, nie była członkiem FIFA |
| 1934 | Nie brała udziału, nie była członkiem FIFA | Nie brała udziału, nie była członkiem FIFA |
| 1938 | Nie brała udziału, nie była członkiem FIFA | Nie brała udziału, nie była członkiem FIFA |
| 1950 | Nie brała udziału                          | Nie brała udziału                          |
| 1954 | Nie brała udziału                          | Nie brała udziału                          |
| 1958 | Nie zakwalifikowała się                    | Nie zakwalifikowała się                    |
| 1962 | Nie brała udziału                          | Nie brała udziału                          |
| 1966 | Nie brała udziału                          | Nie brała udziału                          |
| 1970 | Nie brała udziału                          | Nie brała udziału                          |
| 1974 | Nie zakwalifikowała się                    | Nie zakwalifikowała się                    |
| 1978 | Nie zakwalifikowała się                    | Nie zakwalifikowała się                    |
| 1982 | Nie zakwalifikowała się                    | Nie zakwalifikowała się                    |
| 1986 | Nie zakwalifikowała się                    | Nie zakwalifikowała się                    |
| 1990 | Nie zakwalifikowała się                    | Nie zakwalifikowała się                    |
| 1994 | Nie zakwalifikowała się                    | Nie zakwalifikowała się                    |
| 1998 | Nie zakwalifikowała się                    | Nie zakwalifikowała się                    |
| 2002 | Nie zakwalifikowała się                    | Nie zakwalifikowała się                    |
| 2006 | Nie zakwalifikowała się                    | Nie zakwalifikowała się                    |
| 2010 | Nie zakwalifikowała się                    | Nie zakwalifikowała się                    |
| 2014 | Nie zakwalifikowała się                    | Nie zakwalifikowała się                    |
| 2018 | Awans                                      | Faza grupowa                               |
| 2022 | Nie zakwalifikowała się                    | Nie zakwalifikowała się                    |

| 1960 | Nie brała udziału       | Nie brała udziału       |
| 1964 | Nie zakwalifikowała się | Nie zakwalifikowała się |
| 1968 | Nie brała udziału       | Nie brała udziału       |
| 1972 | Nie brała udziału       | Nie brała udziału       |
| 1976 | Nie zakwalifikowała się | Nie zakwalifikowała się |
| 1980 | Nie zakwalifikowała się | Nie zakwalifikowała się |
| 1984 | Nie zakwalifikowała się | Nie zakwalifikowała się |
| 1988 | Nie zakwalifikowała się | Nie zakwalifikowała się |
| 1992 | Nie zakwalifikowała się | Nie zakwalifikowała się |
| 1996 | Nie zakwalifikowała się | Nie zakwalifikowała się |
| 2000 | Nie zakwalifikowała się | Nie zakwalifikowała się |
| 2004 | Nie zakwalifikowała się | Nie zakwalifikowała się |
| 2008 | Nie zakwalifikowała się | Nie zakwalifikowała się |
| 2012 | Nie zakwalifikowała się | Nie zakwalifikowała się |
| 2016 | Awans                   | Ćwierćfinał             |
| 2020 | Nie zakwalifikowała się | Nie zakwalifikowała się |
| 2024 | Nie zakwalifikowała się | Nie zakwalifikowała się |

## Rekordziści
Stan na 26 czerwca 2018.
| Imię i nazwisko     | Lata gry  | Gole | Mecze | Pozycja |
| ------------------- | --------- | ---- | ----- | ------- |
| Rúnar Kristinsson   | 1987-2004 | 3    | 106   | p       |
| Hermann Hreiðarsson | 1996-2011 | 5    | 89    | o       |
| Eiður Guðjohnsen    | 1996-2016 | 26   | 88    | n       |
| Birkir Sævarsson    | 2007–     | 1    | 82    | o       |
| Guðni Bergsson      | 1984-2003 | 1    | 80    | o       |
| Ragnar Sigurðsson   | 2007–     | 3    | 80    | o       |
| Aron Gunnarsson     | 2008–     | 2    | 80    | p       |
| Birkir Kristinsson  | 1988-2004 | 0    | 74    | b       |
| Brynjar Gunnarsson  | 1997–2009 | 4    | 74    | p       |
| Arnór Guðjohnsen    | 1979-1997 | 14   | 73    | n       |
| Ólafur Þórðarson    | 1984−1996 | 5    | 72    | p       |
| Arnar Grétarsson    | 1991-2004 | 2    | 71    | p       |
| Árni Gautur Arason  | 1998-2010 | 0    | 71    | b       |
| Atli Eðvaldsson     | 1999–2003 | 8    | 70    | p       |
| Birkir Bjarnason    | 2010–     | 9    | 70    | p       |
| Sævar Jónsson       | 1980-1992 | 1    | 68    | o       |
| Marteinn Geirsson   | 1971-1982 | 8    | 67    | o       |
| Eyjólfur Sverrisson | 1990-2001 | 10   | 66    | p       |
| Emil Hallfreðsson   | 2005–     | 1    | 66    | p       |

| Imię i nazwisko       | Lata w kadrze | Gole | Mecze |
| --------------------- | ------------- | ---- | ----- |
| Eiður Guðjohnsen      | 1996–2016     | 26   | 88    |
| Kolbeinn Sigþórsson   | 2010–         | 22   | 44    |
| Gylfi Sigurðsson      | 2010–         | 20   | 60    |
| Ríkharður Jónsson     | 1947–1965     | 17   | 33    |
| Ríkharður Daðason     | 1991–2004     | 14   | 44    |
| Alfreð Finnbogason    | 2010–         | 14   | 50    |
| Arnór Guðjohnsen      | 1979–1997     | 14   | 73    |
| Þórður Guðjónsson     | 1993–2004     | 13   | 58    |
| Tryggvi Guðmundsson   | 1997–2008     | 12   | 42    |
| Heiðar Helguson       | 1999–2011     | 12   | 55    |
| Pétur Pétursson       | 1978–1990     | 11   | 41    |
| Matthías Hallgrímsson | 1968–1977     | 11   | 45    |
| Helgi Sigurðsson      | 1993–2008     | 10   | 62    |
| Eyjólfur Sverrisson   | 1990–2001     | 10   | 66    |
| Þórður Þórðarson      | 1951–1958     | 9    | 16    |
| Teitur Þórðarson      | 1972–1985     | 9    | 41    |
| Birkir Bjarnason      | 2010–         | 9    | 70    |
| Guðmundur Steinsson   | 1980–1988     | 8    | 19    |
| Sigurður Grétarsson   | 1980–1992     | 8    | 46    |
| Marteinn Geirsson     | 1971–1982     | 8    | 67    |
| Atli Eðvaldsson       | 1976–1991     | 8    | 70    |

## Skład
Skład reprezentacji Islandii na Mistrzostwa Świata w Piłce Nożnej 2018:
| Nr | Pozycja | Zawodnik                   | Data urodzenia       | Klub                     |
| -- | ------- | -------------------------- | -------------------- | ------------------------ |
| 1  | BR      | Hannes Þór Halldórsson     | 27 kwietnia 1984     | Randers FC               |
| 12 | BR      | Frederik Schram            | 19 stycznia 1995     | FC Roskilde              |
| 13 | BR      | Rúnar Alex Rúnarsson       | 18 lutego 1995       | FC Nordsjælland          |
| 2  | OB      | Birkir Sævarsson           | 11 listopada 1984    | Knattspyrnufélagið Valur |
| 5  | OB      | Sverrir Ingi Ingason       | 5 sierpnia 1993      | FK Rostów                |
| 6  | OB      | Ragnar Sigurðsson          | 19 czerwca 1986      | FK Rostów                |
| 14 | OB      | Kári Árnason               | 13 października 1982 | Aberdeen F.C.            |
| 15 | OB      | Hólmar Örn Eyjólfsson      | 6 sierpnia 1990      | Lewski Sofia             |
| 18 | OB      | Hörður Björgvin Magnússon  | 11 lutego 1993       | Bristol City F.C.        |
| 23 | OB      | Ari Freyr Skúlason         | 14 maja 1987         | KSC Lokeren              |
| 3  | PM      | Samúel Friðjónsson         | 22 lutego 1996       | Vålerenga Fotball        |
| 4  | PM      | Albert Guðmundsson         | 15 czerwca 1997      | PSV Eindhoven            |
| 7  | PM      | Jóhann Berg Guðmundsson    | 27 października 1990 | Burnley F.C.             |
| 8  | PM      | Birkir Bjarnason           | 27 maja 1988         | Aston Villa              |
| 10 | PM      | Gylfi Sigurðsson           | 9 września 1989      | Everton F.C.             |
| 16 | PM      | Ólafur Ingi Skúlason       | 1 kwietnia 1983      | Kardemir Karabükspor     |
| 17 | PM      | Aron Gunnarsson            | 22 kwietnia 1989     | Cardiff City             |
| 19 | PM      | Rúrik Gíslason             | 25 lutego 1988       | SV Sandhausen            |
| 20 | PM      | Emil Hallfreðsson          | 29 czerwca 1984      | Udinese Calcio           |
| 21 | PM      | Arnór Ingvi Traustason     | 30 kwietnia 1993     | Malmö FF                 |
| 9  | NP      | Björn Bergmann Sigurðarson | 26 grudnia 1991      | FK Rostów                |
| 11 | NP      | Alfreð Finnbogason         | 1 lutego 1989        | FC Augsburg              |
| 22 | NP      | Jón Daði Böðvarsson        | 25 maja 1992         | Reading F.C.             |